# Lana Clarkson
Lana Clarkson (ur. 5 kwietnia 1962 w Long Beach, zm. 3 lutego 2003 w Alhambra) – amerykańska aktorka i modelka.

## Życiorys
Jej bratem był Jesse J. Clarkson, miała także siostrę Fawn i młodszego brata Jeffa. Zagrała w wielu filmach, między innymi: „Człowiek z blizną” „Tropicielka”, „Amazonki z Księżyca”, „Barbarzyńska królowa II”. W 1990 roku zagrała w filmie  „Haunting of Morella”. Pracowała również jako modelka. 3 lutego 2003 roku została zastrzelona. O zabójstwo został oskarżony Phil Spector, amerykański producent muzyczny i muzyk. 15 kwietnia 2009 roku sąd uznał go za winnego morderstwa, a 29 maja skazał  na dożywocie z możliwością ubiegania się o warunkowe zwolnienie po 19 latach. Ciało Clarkson poddano kremacji, a urnę z jej prochami umieszczono na cmentarzu Hollywood Forever Cemetery w Los Angeles w Kalifornii.